# Pablo Barrientos
Pablo Cesar Barrientos (* 17. Januar 1985 in Comodoro Rivadavia) ist ein ehemaliger argentinischer Fußballspieler.

## Vereinskarriere
Pablo Barrientos spielte zu Beginn seiner Karriere bei CA San Lorenzo de Almagro, wo er bereits in jungen Jahren zu einer festen Größe in der Mannschaft heranwuchs. Am 30. September 2003 debütierte er dabei beim Spiel gegen Estudiantes de La Plata. 2006 wechselte er in die russische Premjer-Liga zum FK Moskau. Da der Mittelfeldspieler dort nicht mehr so häufig zum Einsatz kam, wurde er 2008 wieder an seinen ehemaligen Verein CA San Lorenzo de Almagro verliehen um wieder Spielpraxis zu sammeln. Am dritten Spieltag der Clausura 2009 erlitt er eine Kreuzbandverletzung und absolvierte seither kein Spiel mehr. Seit der Saison 2009/10 spielt Barrientos für den italienischen Erstligisten Catania Calcio, welche den Argentinier vom FK Moskau für ca. 3,5 Millionen Euro gekauft haben.

## Nationalmannschaft
Am 15. November 2008 wurde er aufgrund seiner guten Leistungen bei San Lorenzo erstmals vom neuen Nationaltrainer Diego Maradona in die argentinische Fußballnationalmannschaft berufen. Beim Spiel gegen Chile kam er jedoch nicht zum Einsatz.